# لوكانكو
لوكانكو هو نوع من النقانق اليونانية المصنوعة من لحم الضأن وعادة ما تكون منكهة بقشر البرتقال وبذور الشمر ومختلف الأعشاب والبذور المجففة الأخرى، وأحيانًا يتم تدخينها فوق الأخشاب العطرية. غالبًا ما يتم خلطها بالخضروات، وخاصة الكراث.

## طريقة التقديم
غالبًا ما يتم تقديم لوكانكو كمقبلات، مقطع إلى شرائح ومقلي، وأحيانًا مع ساغاناكي. يتم طهيه أيضًا مع مجموعة متنوعة من الأطباق.

### تاريخ الطبق
اسم "لوكانكو" مشتق من لوكانكا من المطبخ الروماني القديم.
(من منطقة لوكانيا في جنوب إيطاليا) وقد تم استخدامه في اليونان منذ القرن الرابع على الأقل.